# 錫爾弗萊克鎮區 (內布拉斯加州亞當斯縣)
錫爾弗萊克鎮區（英語：Silver Lake Township）是位於美國內布拉斯加州亞當斯縣的一個行政鎮區。

## 地方資料
錫爾弗萊克鎮區的面積為93.33平方千米，當中陸地面積為93.24平方千米，而水域面積為0.09平方千米。根據2020年美國人口普查的數據，當地共有人口63人，而人口密度為每平方千米0.68人。